# Marieme Jamme
Mariéme Jamme là tên của một nữ doanh nhân, người viết blog và còn là một kĩ sư công nghệ người Sénégal. Ngoài ra, bà còn là một doanh nhân xã hội có trụ sở tại London.

## Lí lịch
Bà lớn lên ở vùng nông thôn Sénégal. Mẹ bà bỏ rơi bà vì thế bà phải sống ở nhiều trại mồ côi khác nhau rồi cuối cùng là bị bán đến Paris để làm gái mại dâm. Vì thế bà phải trải qua nhiều khó khăn và mù chữ. Đến khi 16 tuổi, bà bắt đầu tự học.

## Sự nghiệp
Bà đã được vinh danh là một trong những nhà lãnh đạo trẻ bởi diễn đàn kinh tế thế giới vì sự năng động và đầu tư vào những cô gái trẻ và những người phụ nữ ở khắp châu Phi, Trung Đông và châu Á thông qua việc học tập sáng tạo trong kinh doanh, khoa học, công nghệ, kĩ thuật, toán học và thiết kế.
Bà thường là một diễn giả quốc tế, một doanh nhân công nghệ và là người đồng sáng lập một nền tảng tên là Africa Gathering, nó là một nền tảng toàn cầu để các doanh nhân và chuyên gia trao đổi ý tưởng về sự phát triển của châu Phi.
Bà hiện là giám đốc điều hành của SpotOne Global Solutions và cũng như là người sáng lập iConscience. Bà được nhà đài CNN gọi là "người đi đầu trong cuộc cách mạng công nghệ đang dần thay đổi châu Phi". Ngoài ra Mariéme Jamme còn nổi tiếng bởi vì bà cũng góp phần trong việc tổ chức cuộc thi Apps4Africa thường niên.